# Sonata para piano n.º 6 (Schubert)
La Sonata para piano núm. 6 en mi menor, D 566, es una obra para piano de Franz Schubert compuesta en junio de 1817. El Rondó D. 506 final probablemente pueda ser el cuarto movimiento de la sonata, según Martino Tirimo.  La obra dura aproximadamente unos 20 minutos, o unos 30 minutos si se añade el rondó final.

## Movimientos

### I. Moderato
En mí menor. Harald Krebs observa el uso de la "búsqueda de la identidad temática" de Charles Fisk en su discusión del tema inicial de la sonata. 

### II. Allegretto
En mí mayor

### III. Scherzo: Allegro vivace - Trío
En la bemol mayor

### (IV. Rondó: Allegretto, D 506)
En mí mayor. La obra D 506 ha estado asociada con la última pieza de Fünf Klavierstücke (D 459A/3) y también con el Adagio D 349 como conjunto de movimientos que podrían formar una sonata. 